# Beri (Monténégro)
Pour les articles homonymes, voir Beri.
Beri (en serbe cyrillique: Бери) est un village de l'est du Monténégro, dans la municipalité de Podgorica.

## Démographie

### Évolution historique de la population
| 1948 | 1953 | 1961 | 1971 | 1981 | 1991 | 2003 |
| ---- | ---- | ---- | ---- | ---- | ---- | ---- |
| 296  | 287  | 320  | 374  | 400  | 417  | 485  |